# Dorothée de Danemark (1546-1617)
Titre
Duchesse de Brunswick-Lunebourg
12 octobre 1561 – 20 août 1592
(30 ans, 10 mois et 8 jours)
Dorothée de Danemark (en danois Dorothea af Danmark), née en 1546 et décédée en 1617, est la fille du roi Christian III de Danemark et de Dorothée de Saxe-Lauenbourg. Elle est régente durant la minorité de son fils Georges de Brunswick-Calenberg.

## Famille
Elle épouse en 1561 Guillaume de Brunswick-Lunebourg (1535-1617). Quinze enfants sont nés de cette union, dont :
- Sophie de Brunswick-Lunebourg (1563-1639), qui épouse en 1579 le margrave Georges-Frédéric Ier de Brandebourg-Ansbach (†1603) ;
- Ernest II de Brunswick-Lunebourg, duc de Brunswick-Lunebourg de 1592 à 1611 ;
- Élisabeth de Brunswick-Lunebourg (1565-1621), qui épouse en 1586 le comte Frédéric de Hohenlohe-Langenbourg (†1590) ;
- Christian de Brunswick-Lunebourg (1566-1633), évêque de Minden, duc de Lübeck, duc de Brunswick-Lunebourg de 1633 à 1636 ;
- Dorothée de Brunswick-Lunebourg (1570-1649), qui épouse en 1586 le comte palatin Charles Ier von Birkenfeld (1560-1609) ;
- Claire de Brunswick-Lunebourg (1571-1658), qui épouse en 1593 le comte Guillaume de Schwarzbourg-Frankenhausen (†1597) ;
- Marguerite de Brunswick-Lunebourg (1573-1643), qui épouse en 1599 le duc Jean-Casimir de Saxe-Cobourg (†1633) ;
- Georges de Brunswick-Calenberg, duc de Brunswick-Calenberg ;
- Sibylle de Brunswick-Lunebourg (1584-1652), qui épouse en 1617 le duc Jules-Ernest de Brunswick-Dannenberg (†1636).

## Biographie
Pour ne pas souffrir des crises de démence de son époux, Dorothée de Danemark prend la fuite pour se mettre en sécurité. En 1592, elle assure la régence pendant la minorité de son fils Georges de Brunswick-Lunebourg. Elle a à l'égard des conseillers de Guillaume VI de Brunswick-Lunebourg une grande méfiance, ceux-ci avaient géré d'une manière désastreuse les domaines de son époux. Dotée d'une grande force de caractère, elle montra de grandes capacités en politique.

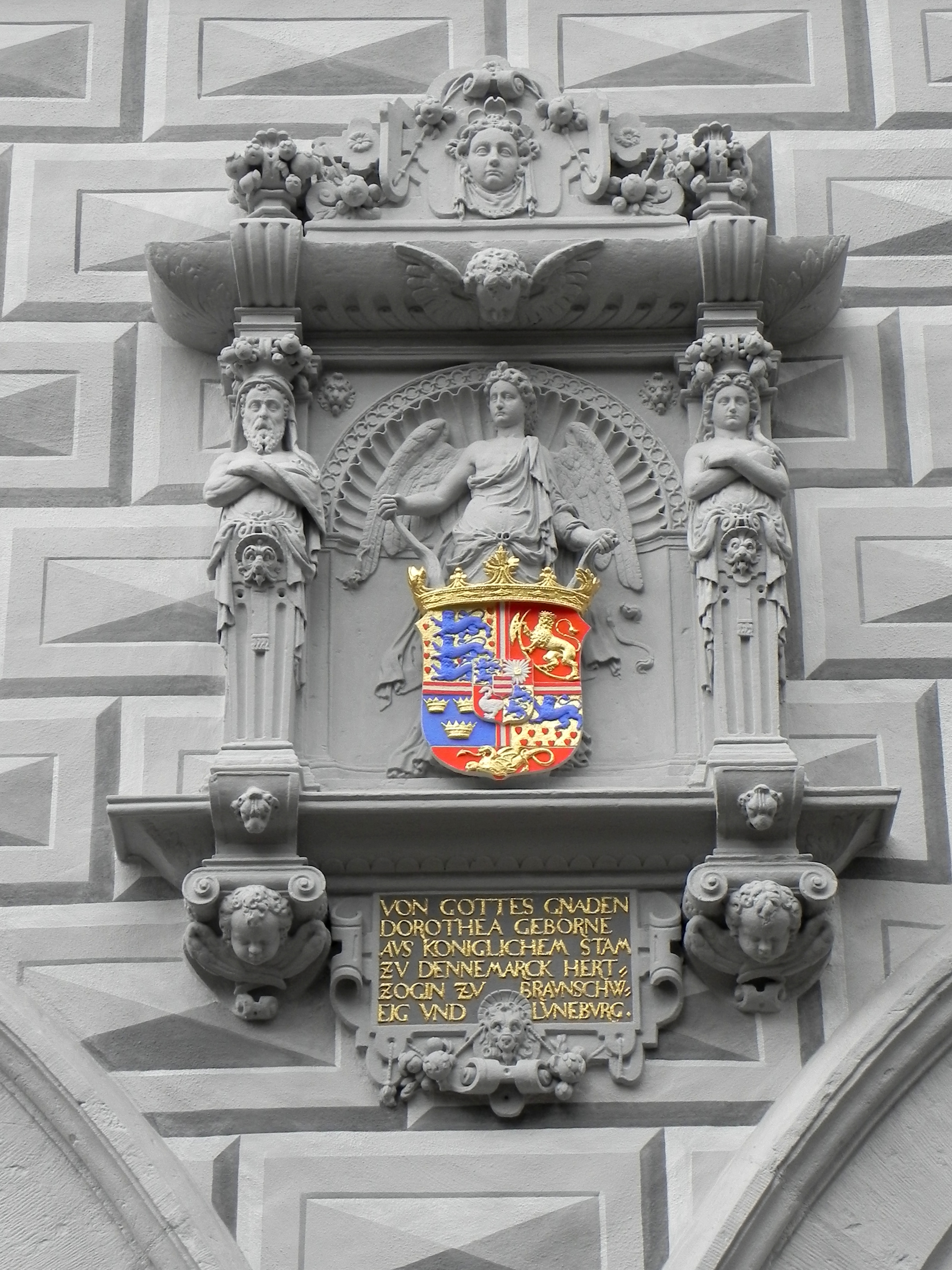
Armoiries de la princesse Dorothée sur l'ancien hôtel de ville de Celle.

## Sources
- (en) Cet article est partiellement ou en totalité issu de l’article de Wikipédia en anglais intitulé « Dorothea of Denmark, Duchess of Brunswick-Lüneburg » (voir la liste des auteurs).